# DAF XF
DAF XF je série nákladních vozidel určená pro dlouhé trasy a vyráběná společností DAF od roku 1997. Verze s pravostranným řízením se vyrábí v závodě Leyland Trucks ve Spojeném království.  DAF XF 105 získal v roce 2007 ocenění Truck of the Year.

## DAF 95 XF
Poprvé bylo vozidlo této série představeno v roce 1997 a získalo titul Truck of the Year (1997). Používal nově vyvinutý přeplňovaný 6válcový motor o objemu 12,6 l a s mezichladičem. V palivovém systému bylo použito mechanicky ovládané palivové čerpadlo bez elektronické kontroly. Kromě toho motor splňoval emisní normu Euro 2. V září 1999 byly modernizovány motory a tím byla splněna emisní norma Euro 3 podpořena palivovým systémem PDL. Byl podobný vstřikovači a montoval se do každého válce zvlášť v kombinaci s vysokým tlakem vstřikování paliva (až 1 500 bar). Blok motoru se vyráběl z litiny CGI, která zajišťovala větší tuhost oproti litinové konstrukci. Řada motorů měla výkon 340, 381, 430 , 480 a 530 koní. Systém PDL umožnil zachování stávajících konstrukcí kabin, aniž by se zvýšil motorový tunel, což je potřebné pro vstřikovací jednotku. Kabiny se vyráběly a dodnes se vyrábějí ve třech verzích: Comfort Cab – spací kabina s nízkou střechou a jedním lůžkem, Space Cab – spací kabina se zvýšenou střechou a jedním nebo dvěma lůžky, a vrchol nabídky Super Space Cab – spací kabina s vysokou střechou a dvěma lůžky. V roce 2002 prošla modelová řada 95 XF modernizací, která zasáhla světlomety, mřížku chladiče a vzduchové deflektory. Modelová řada po faceliftu dostala nové označení jako XF 95.

## DAF XF 95
DAF XF 95 byl vytvořen jako sedlový tahač s podvozky s konfigurací 4×2 a 6×2. Podvozky se vyráběly ve dvou verzích M (Medium – Duty) s výškou 260 mm a H (Heavy – Duty) s výškou 260 nebo 310 mm. Tento model má vpředu parabolické listové pružiny a vzduchové odpružení skládající se ze čtyř vzduchových měchů na zadní nápravě. Během veletrhu v Amsterdamu v říjnu 2005 byl představen nástupce XF 95 pod názvem XF 105.

## DAF XF 105

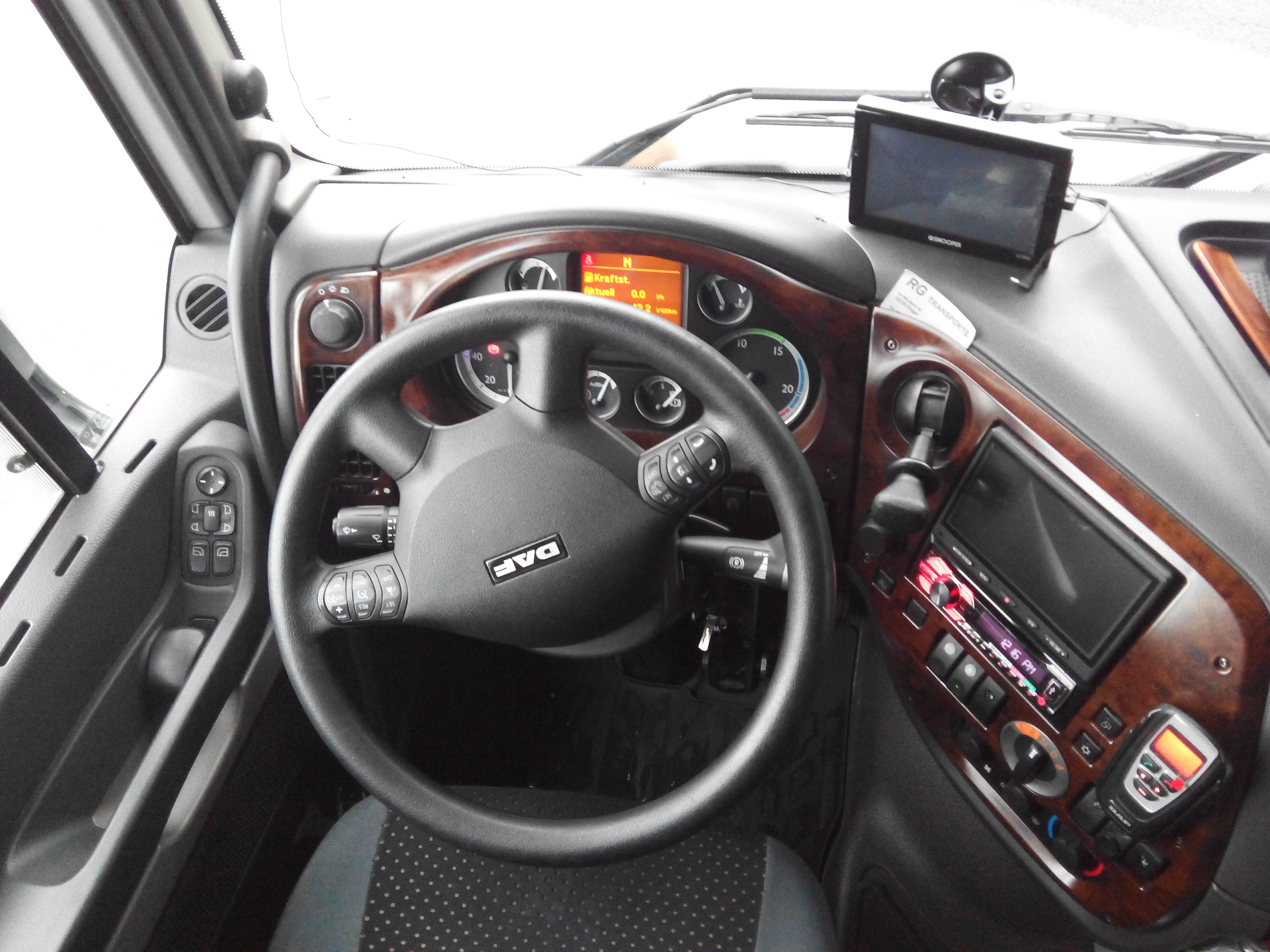
Interiér DAFu XF105

V roce 2006 nastoupil do výroby a nahradil tak sérii XF 95. XF 105 má modernější kabinu a více ekonomické a ekologické motory PACCAR MX. Motory mají objem 12,9 l a výkon 408, 462, 510 a 560 koní. Pomocí systému selektivní katalytické redukce SCR splňují motory emisní normy Euro 4 a Euro 5. Podobně jako předchozí motory mají 4 ventily na válec přeplňování turbodmychadlem s mezichladičem stlačeného vzduchu. V motorech se používají vstřikovače PDL, které mají zvýšený tlak z 1 500 na 2 000 bar. Díky tomu ve výfukovém systému není potřeba filtr pevných částic. Životnost motoru se odhaduje na 1,6 milionu kilometrů. Standardně se montuje 16stupňová manuální převodovka a volitelná je automatická převodovka AS Tronic.
Na podzim 2006 byl představen společně s existujícími pohony i verze 6×4, 8×2 a 8×4. Poslední jmenovaný je tahač s pohonem 8×4 (FTM) se třemi zadními nápravami, z nichž první má řiditelná kola a dvěma posledními jsou hnány nápravy. Tento tahač se používá pro přepravu velmi těžkých zařízení a nadrozměrných nákladů.

## Uspořádání náprav a pohonů

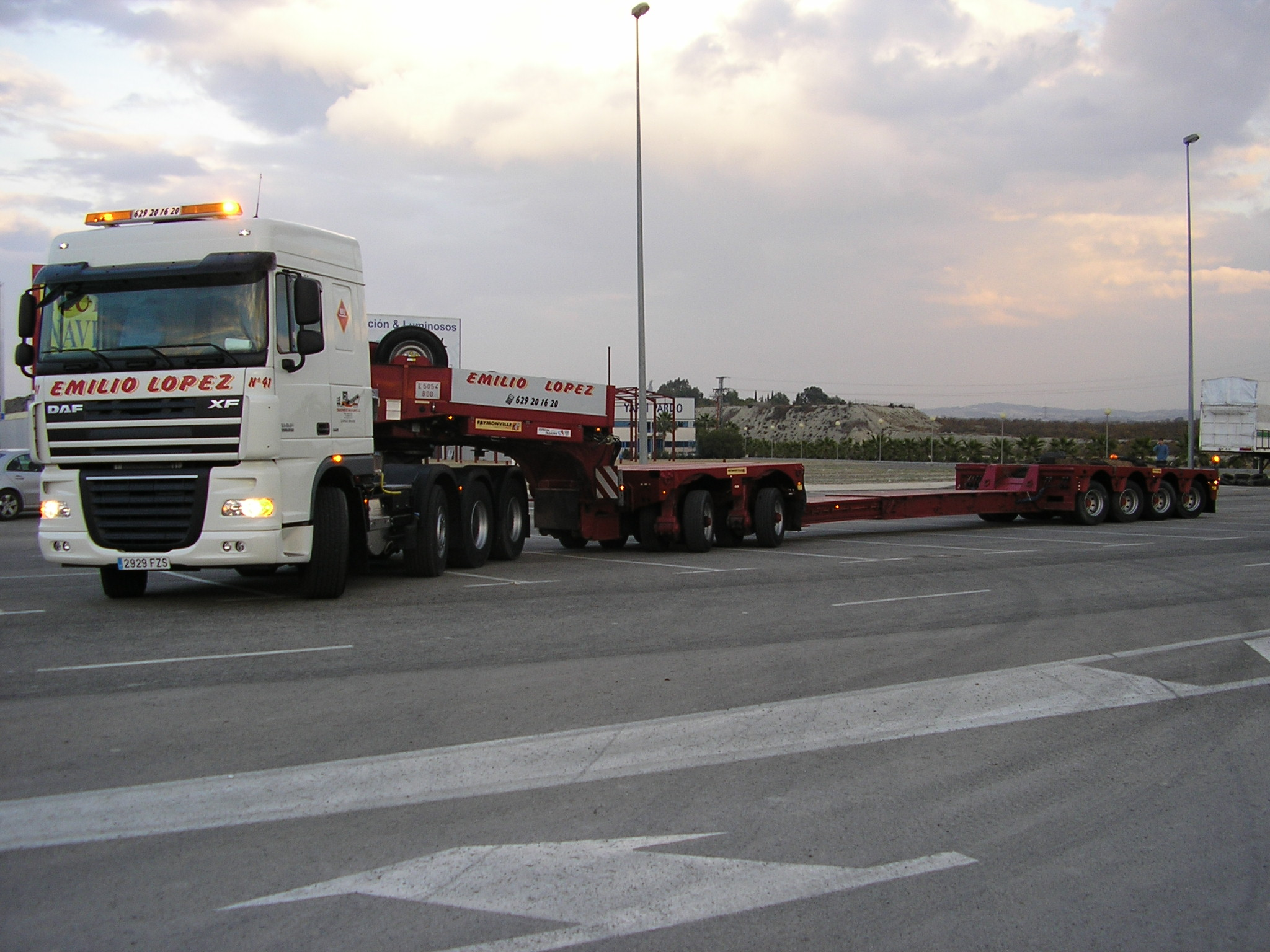
Tahač extrémně těžkých a nadrozměrných nákladů DAF XF 105.510 Space Cab v kofiguraci 8×4 (FTM)

- FT (4×2) – přední řízená náprava, zadní hnaná náprava
- FTG (6×2) – přední řízená náprava, vodicí první zadní náprava a hnaná poslední náprava
- FTP (6×2) – přední řízená náprava, nepoháněná první zadní náprava a hnaná poslední náprava
- FAN (6×2) – přední řízená náprava, první zadní hnaná náprava a druhá zadní řízená vlečná náprava
- FAR (6×2) – přední řízená náprava, první zadní hnaná náprava a druhá zadní nepoháněná náprava s jednomontáží
- FAS (6×2) – přední řízená náprava, první zadní hnaná náprava a druhá zadní nepoháněná náprava s dvoumontáží
- FTT (6×4) – přední řízená náprava, zadní hnaná tandemové nápravy
- FTC (8×2) – dvě přední řízené nápravy, první zadní hnaná náprava a druhá zadní nepoháněná náprava s dvoumontáží
- FAX (8×2) – dvě přední řízené nápravy, první zadní hnaná náprava a druhá zadní řízená vlečná náprava
- FAD (8×4) – dvě přední řízené nápravy, zadní hnaná tandemové nápravy
- FAK (8×2) – přední řízená náprava, řízená vodící první zadní náprava, hnaná zadní náprava a NEPOHÁNĚNÁ zadní vlečná náprava s dvoumontáží
- FTM (8×4) – Přední řízená náprava, řízená vodící první zadní náprava, zadní hnaná tandemové nápravy

## Galerie

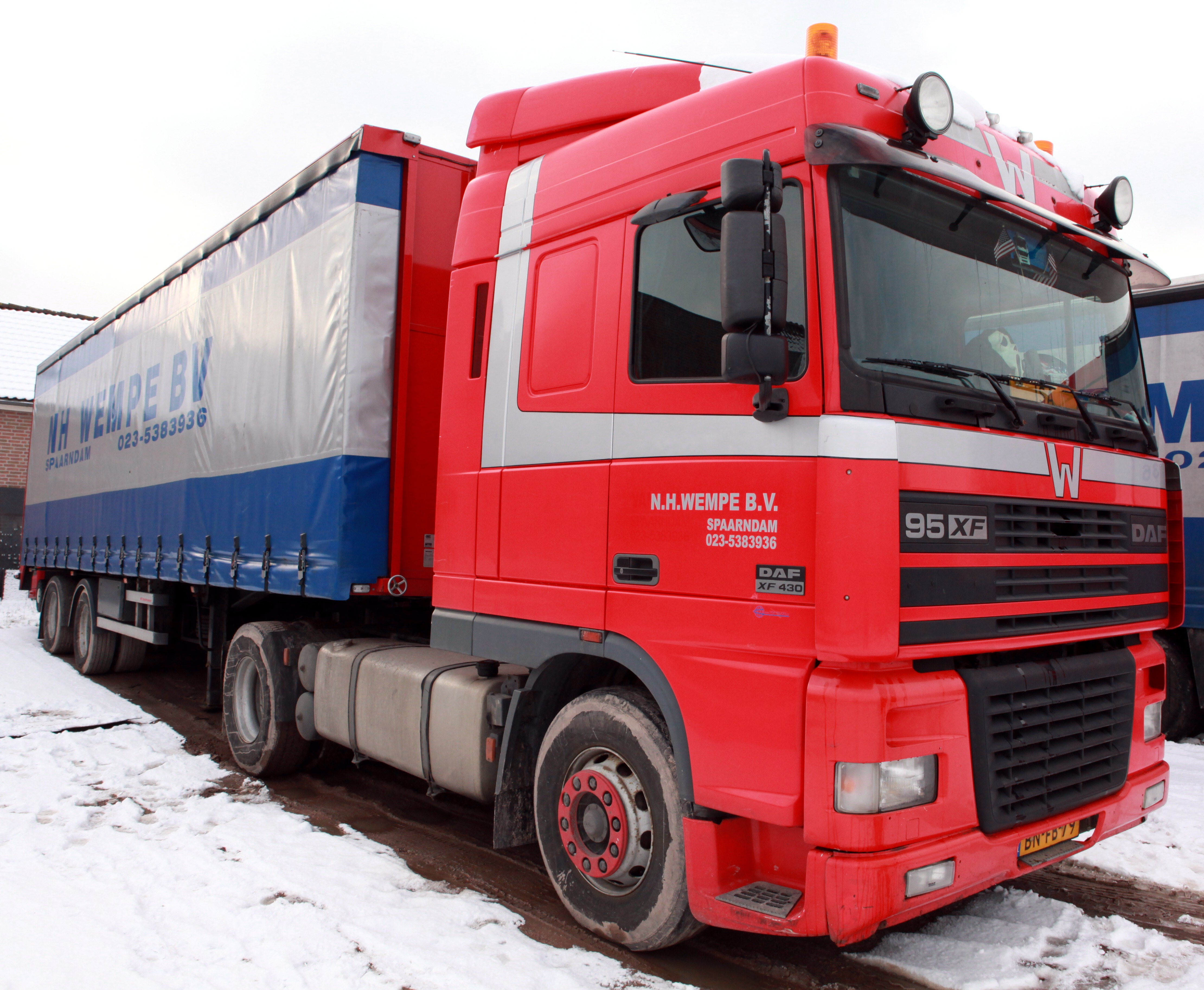
DAF 95.430 XF
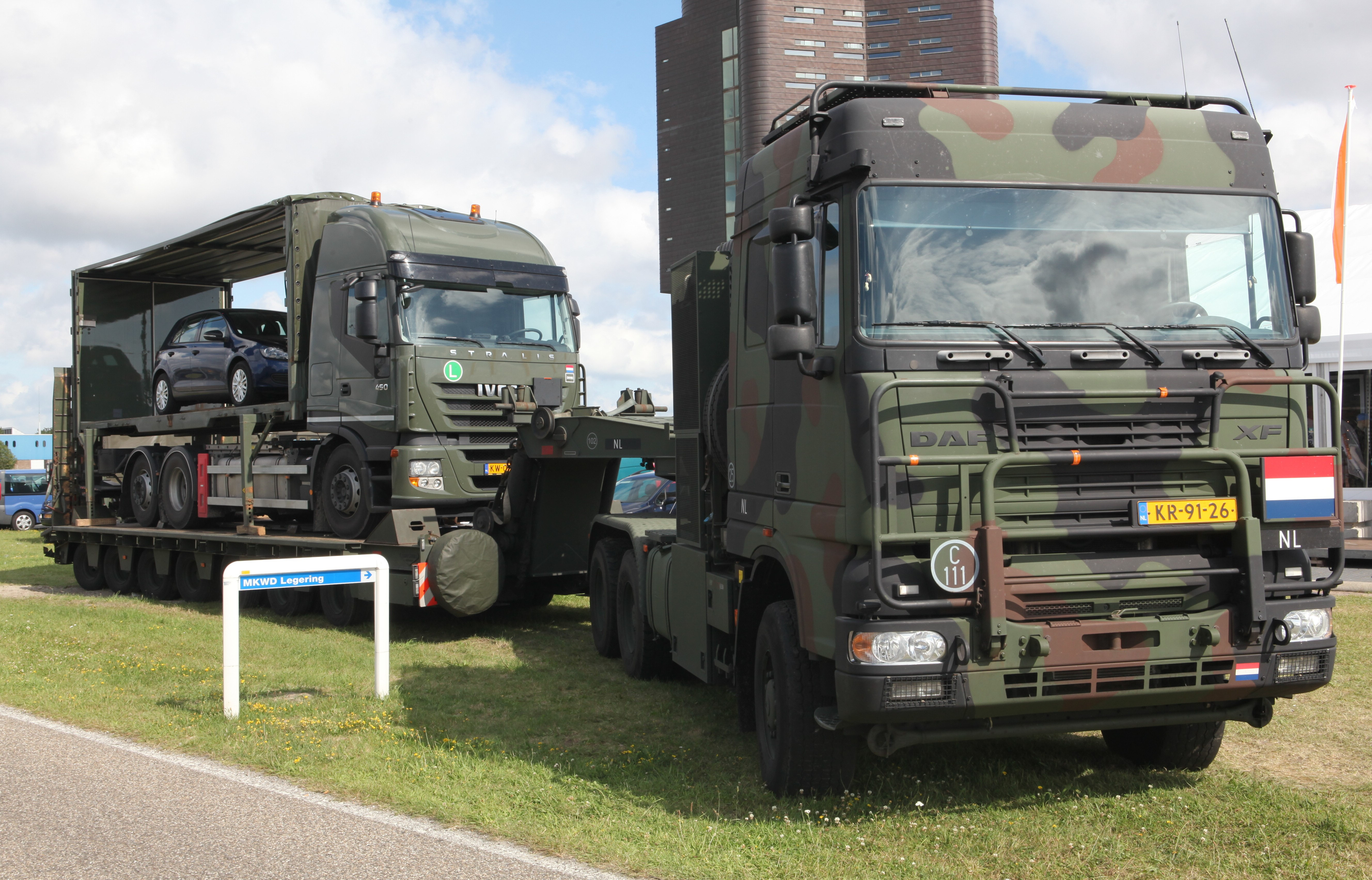
DAF XF95 Tropco
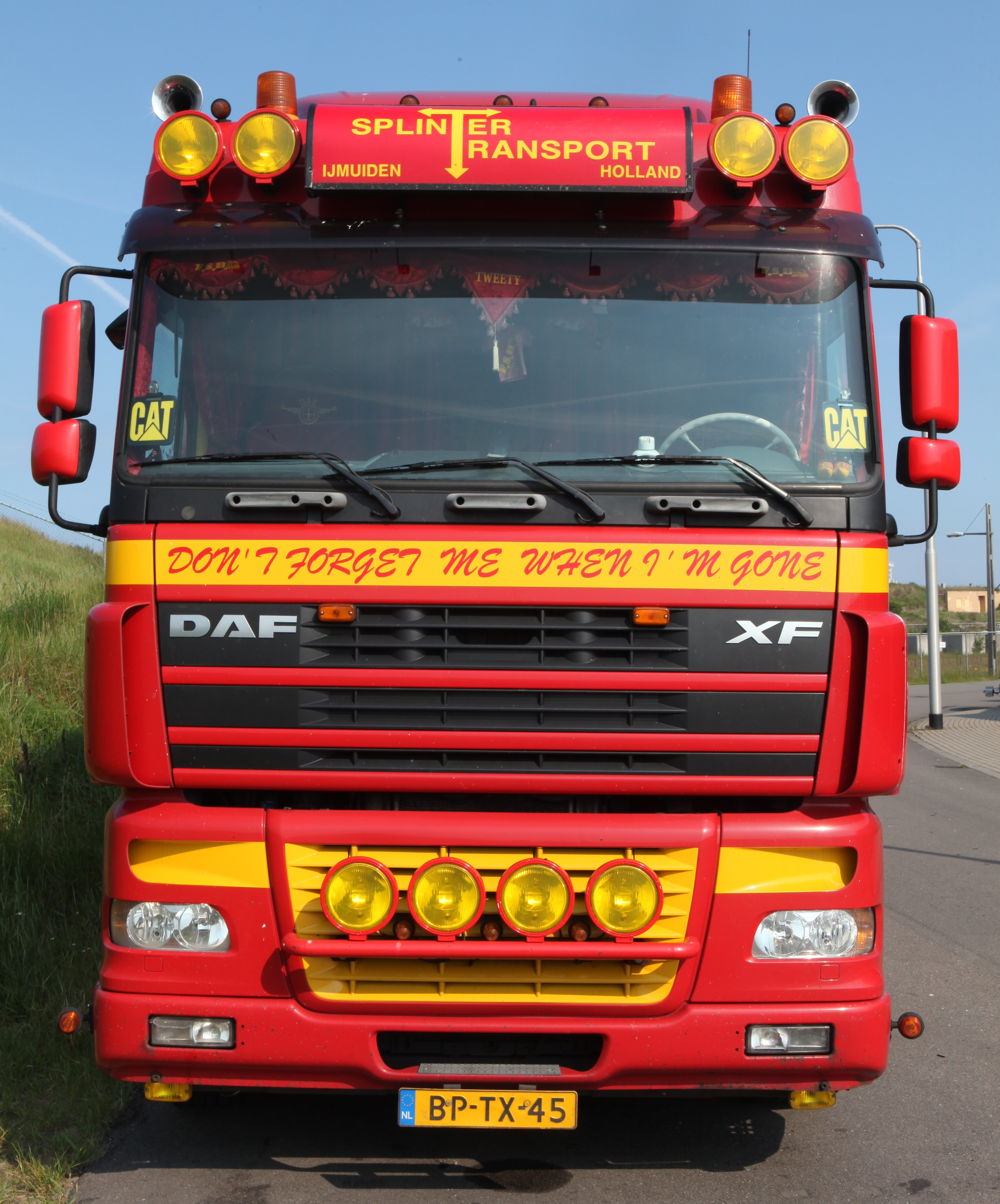
DAF XF95 430
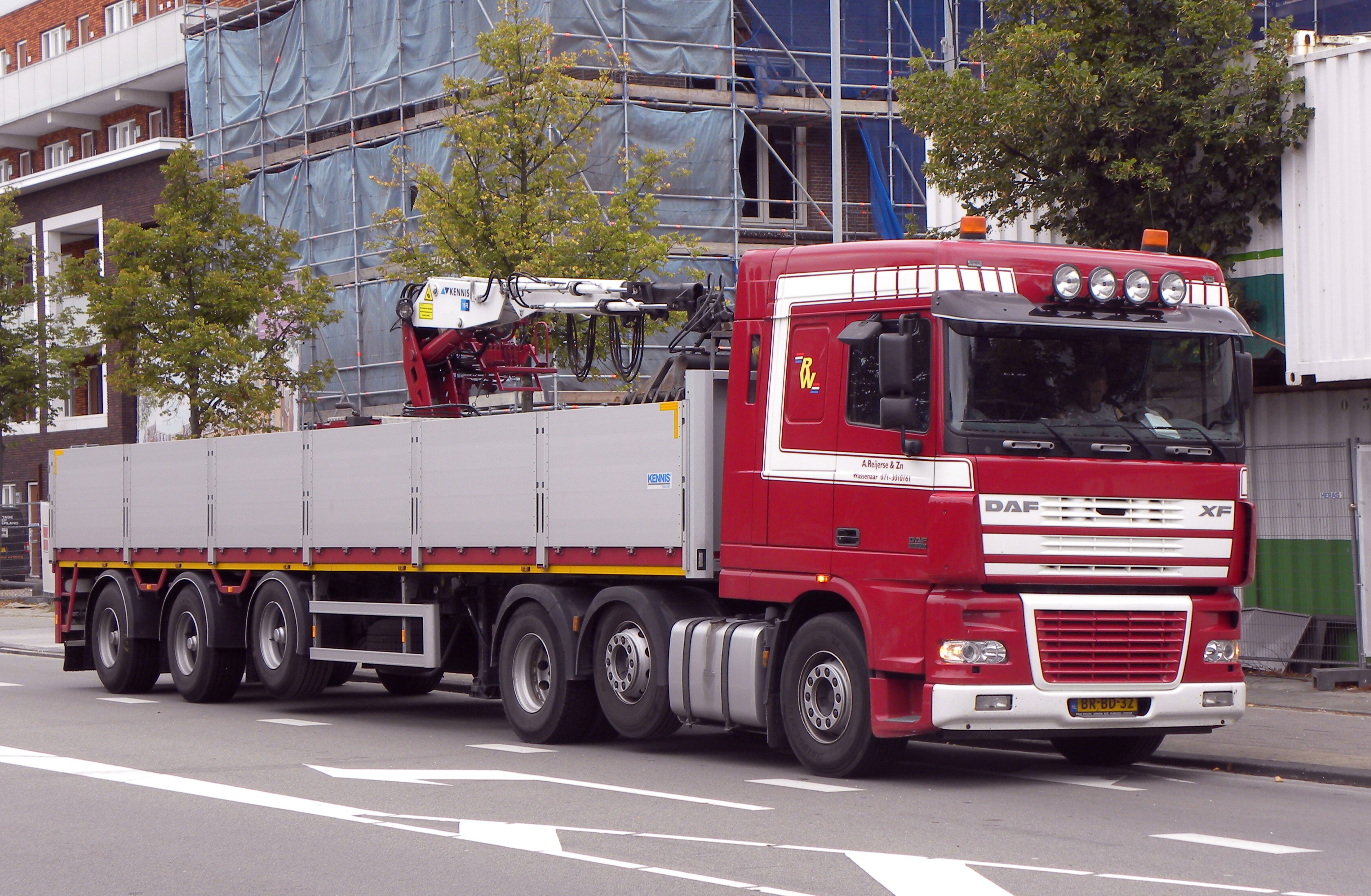
DAF XF Space
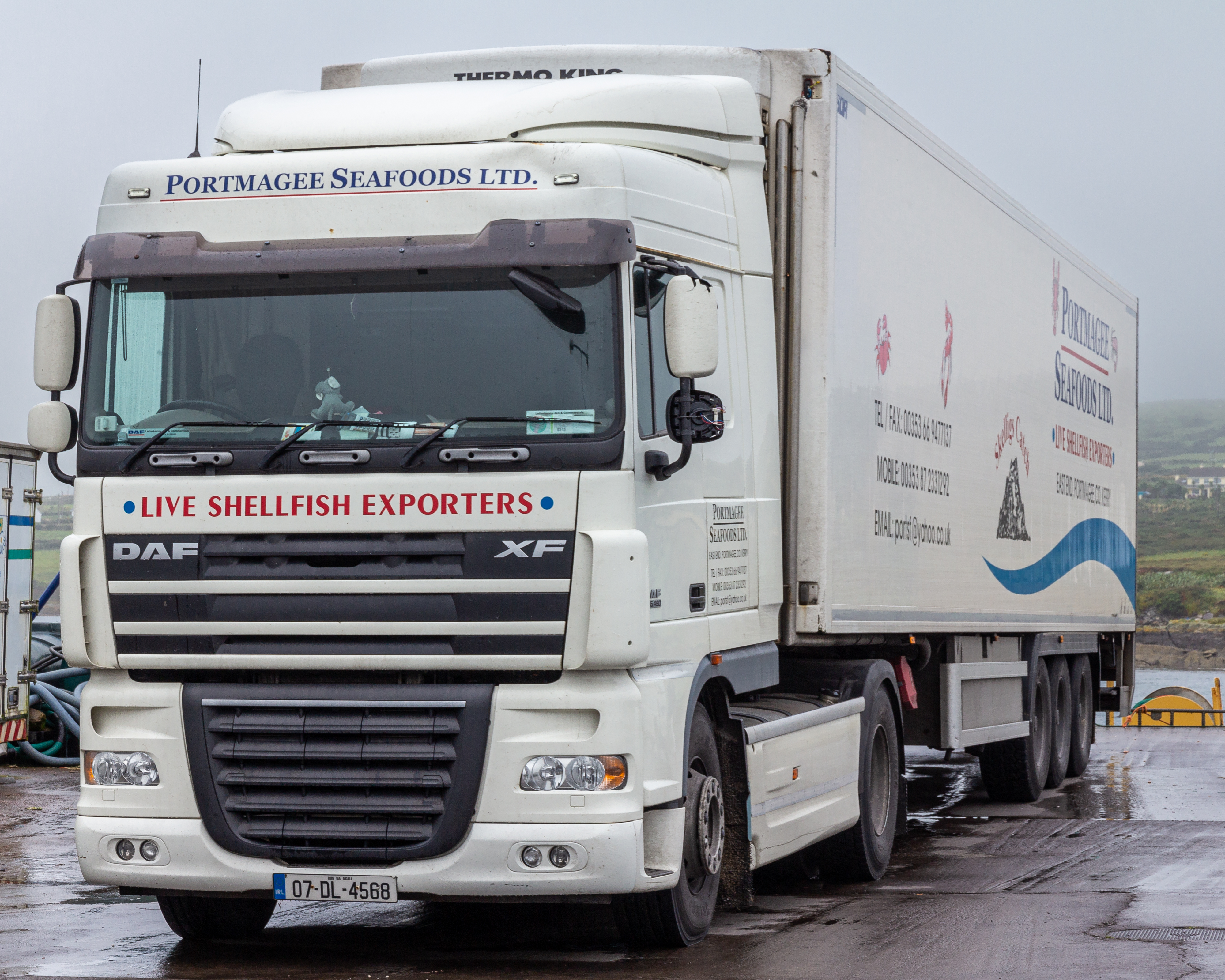
DAF XF 105.460 v Irsku
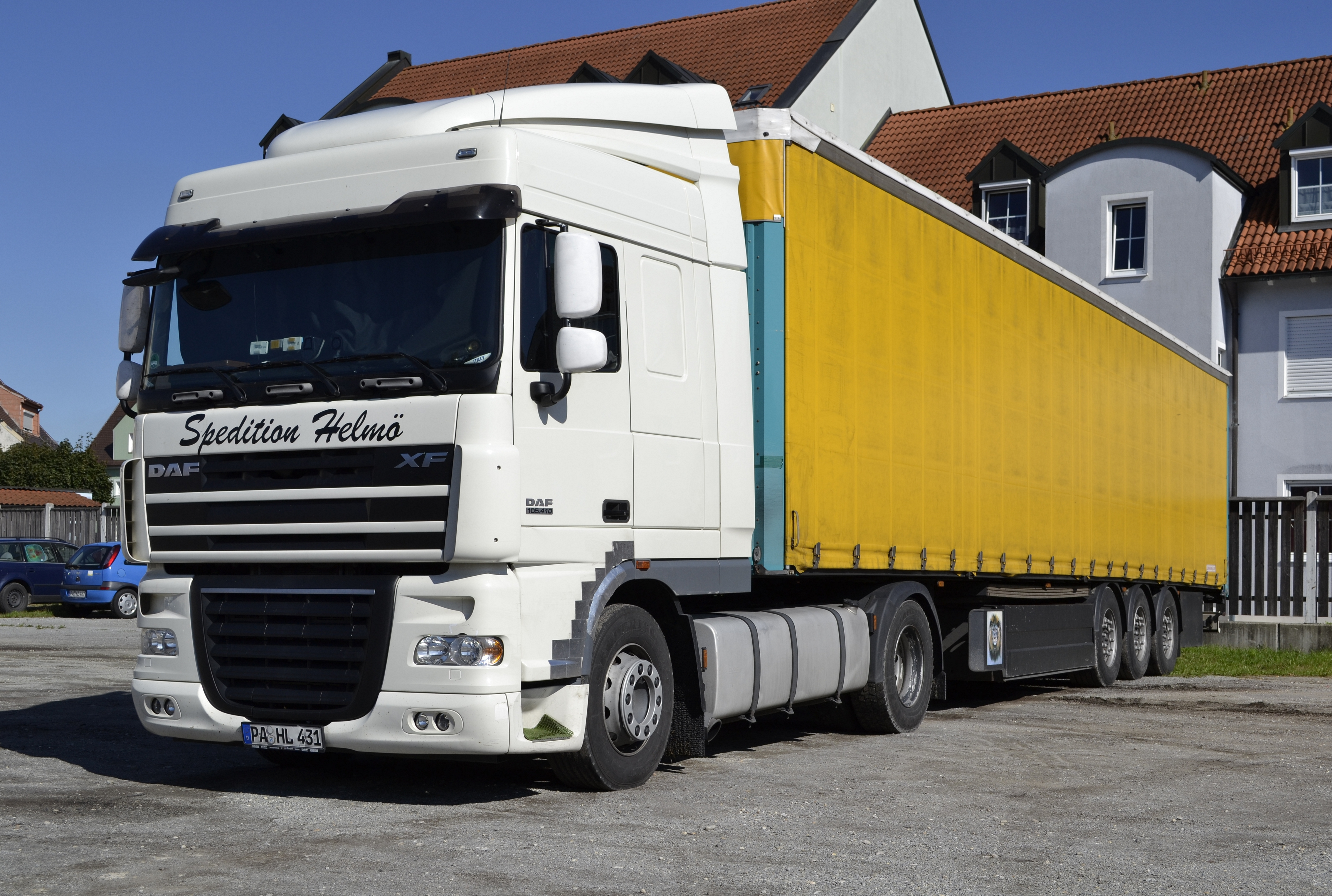
DAF XF Space Cab Plus
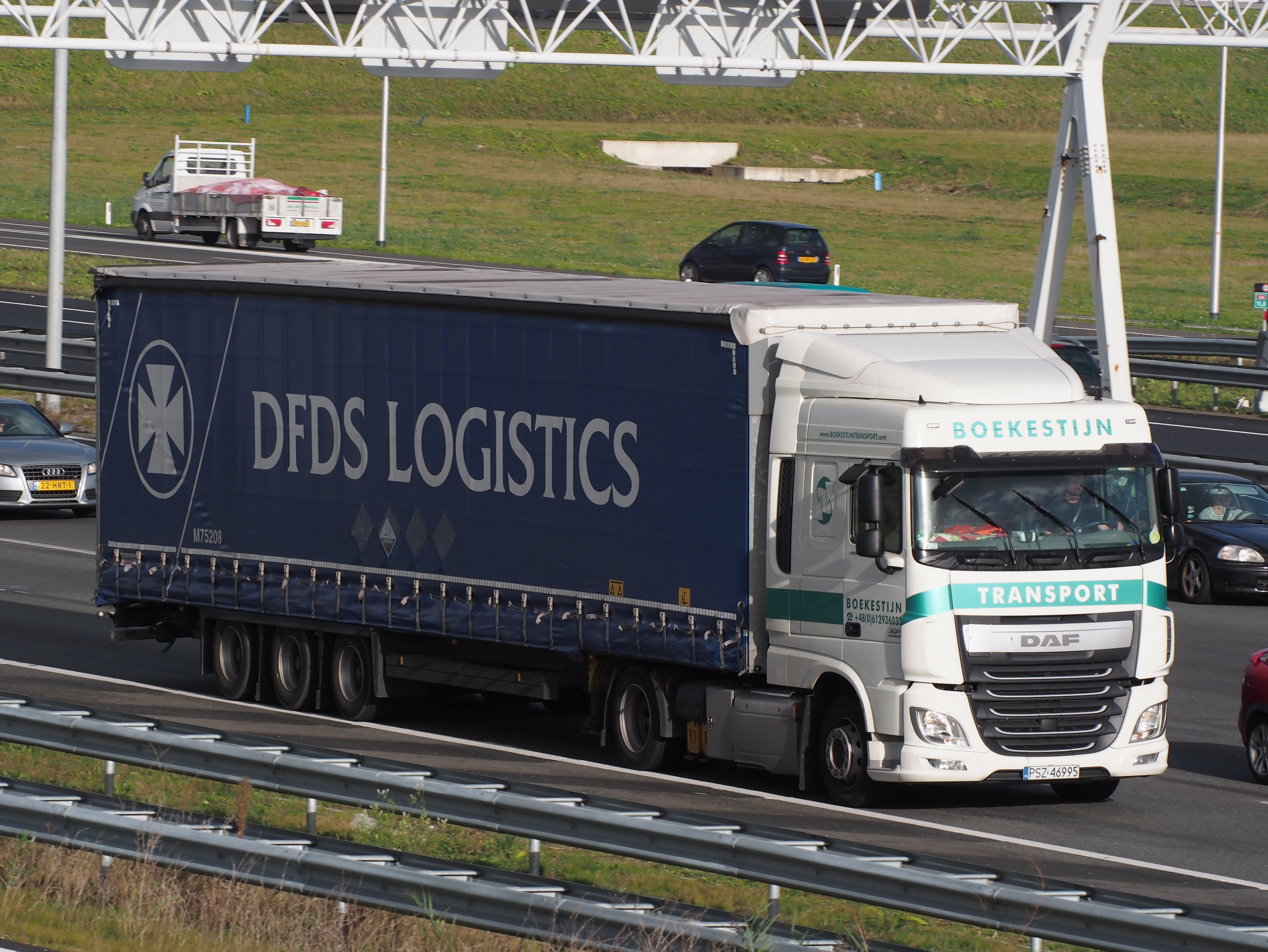
DAF XF Euro 6
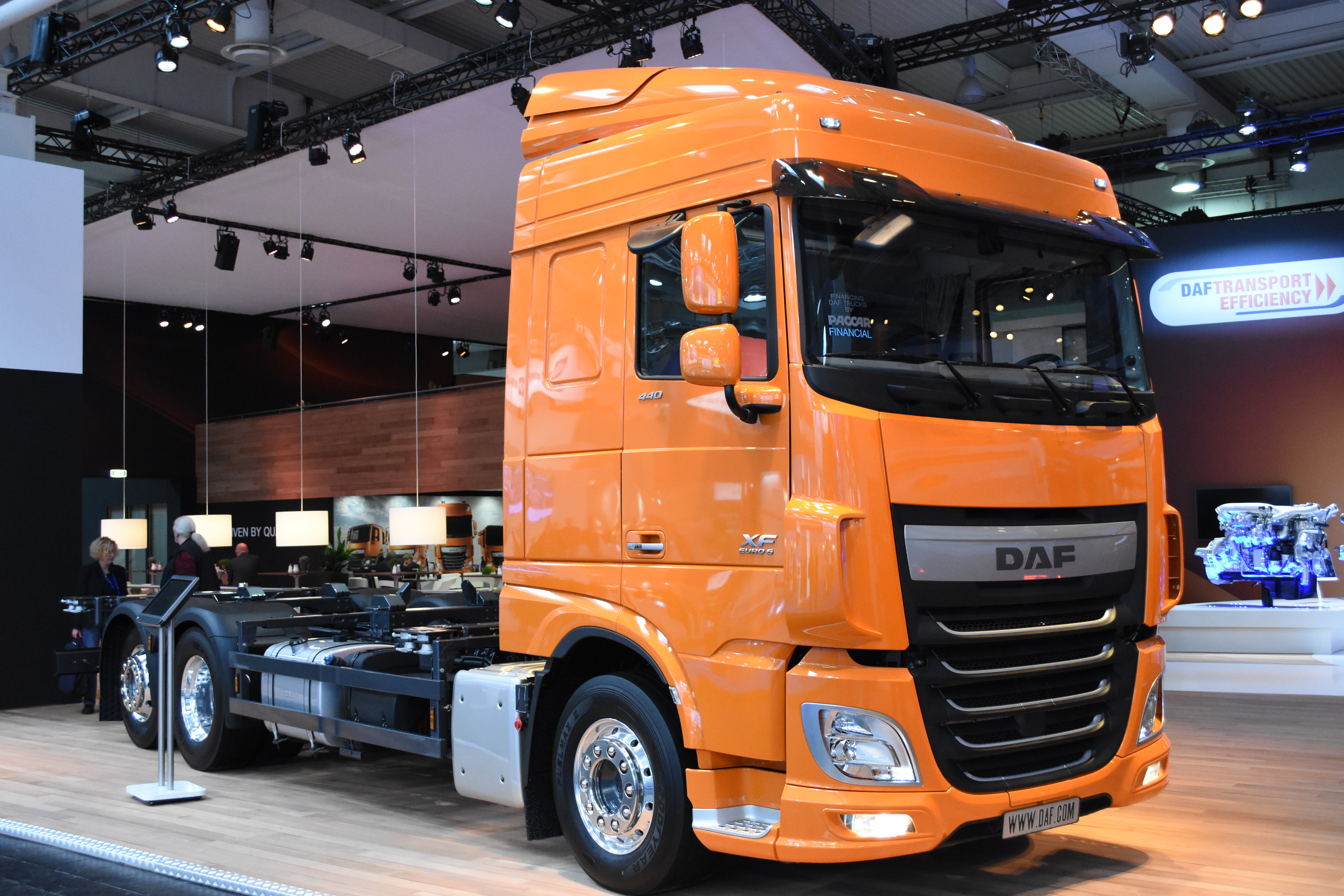
Tahač DAF XF Euro 6 na IAA 2016 v Hannoveru